# Одервиц
Одервиц (њем. Oderwitz) општина је у њемачкој савезној држави Саксонија. Једно је од 59 општинских средишта округа Герлиц. Према процјени из 2010. у општини је живјело 5.665 становника. Посједује регионалну шифру (AGS) 14626390.

## Географски и демографски подаци
Одервиц се налази у савезној држави Саксонија у округу Герлиц. Општина се налази на надморској висини од 350 метара. Површина општине износи 35,9 km². У самом мјесту је, према процјени из 2010. године, живјело 5.665 становника. Просјечна густина становништва износи 158 становника/km².